# Иваново (Невельский район)
Иваново — деревня в Невельском районе Псковской области России. Входит в состав Ивановской волости. 

## География
Расположена к северо-востоку от города Невель. Стоит на берегу озера Воронино-Лахны, которое также называется как Ивановское или Козловское (1,3 км², глубиной до 5,6 м).
Рядом проходит невельский участок железной дороги Великие Луки — Полоцк, а также соответствующие участки дорог.

## Население
| 2001 | 2002 | 2010 |
| ---- | ---- | ---- |
| 308  | ↘302 | ↘281 |

Численность населения деревни по оценке на начало 2001 года составляла 308 человек.

## История
В деревне сохранились строение церкви и лесопарк в бывшей усадьбе генерала И. И. Михельсона. По его завещанию, забальзамированное тело генерала было перевезено в пожалованную ему Екатериной II после разгрома Пугачёва и обустроенную им деревню Иваново Витебской губернии (ныне Псковская область России), и похоронено в построенной им церкви Иоанна Предтечи. Могила уничтожена после Октябрьской революции.
С января 1995 до апреля 2015 года в деревне располагался административный центр Ивановской волости, перенесённый затем в город Невель.